# Смушек
Сму́шек, или сму́шка, — шкурка ягнёнка смушково-молочных пород, снятая с животного не позднее, чем через 2—4 дня после его рождения. Оценивается по совокупности свойств мездры и волосяного покрова. Является ценным сырьём для промышленного пошива шапок, воротников, женских жакетов, пальто и т. п.
Обычно смушка покрыта матовыми, рыхлыми, малоупругими завитками разнообразных форм, её ширина не превышает 20—30 см, а полная длина — 30—40 см. По своей площади смушки бывают мелкие (до 500 см2), средние (от 500 до 800 см2) и крупные (более 800 см2). Цветовая гамма, как правило, ограничена чёрными и серыми оттенками.